# Cosmosoma basitiba
Cosmosoma basitiba är en fjärilsart som beskrevs av Paul Dognin 1914. Cosmosoma basitiba ingår i släktet Cosmosoma och familjen björnspinnare. Inga underarter finns listade i Catalogue of Life.